# Morton (North Kesteven)
Morton – przysiółek w Anglii, w Lincolnshire. Leży 12 km od Lincoln i 187,3 km od Londynu.
W 1921 roku civil parish liczyła 24 mieszkańców.